# Sipos László (tanító)
Sipos László (Kézdimárkosfalva, 1860. november 7. – Versec, 1886. július 30.) tanító, tiszthelyettes, Herczeg Ferenccel párbajozott Versecen. A párbajban halálos sebet kapott, a helyszínen elvérzett.

## Családja
Szülei Sipos Ferenc és Barabás Mária. Sipos László a kézdimárkosfalvi Sipos család leszármazottja, Sipos Ferenc ágán az utolsó férfitag (a Sipos ág itt kihalt). A férfiág Sipos Ferenc testvére Sipos György (Kézdimárkosfalva, 1841. szeptember 20. - Kézdimárkosfalva, 1928. január 13.) ágán folytatódott. Sipos György leszármazottjai elköltöztek Kézdimárkosfalvárról, egy részük Erdélyben maradt, mások Magyarországra települtek.

## Élete
Sipos László Nagyenyeden tanult, tanító volt, de benn maradt a katonaságnál. Sipos Lászlót Magyar királyi honvédelmi miniszteri rendelettel 1884. augusztus 23-án a krassó-temesi 17-ik zászlóaljhoz helyezték.  majd 1885. november 1-ével a tettleges állományban a gyalogságnál a 17-ik zászlóaljnál tiszthelyettesnek nevezték ki. 
Ezt követően 1885. november 18-án a torontál-temesi 16-ik zászlóaljhoz vezényelték. Így került személyes tragédiájának városába a Temes megyében lévő Versecre, a Verseci járás székhelyére.

## Párbaja Herczeg Ferenccel és halála
1886. évi július hó 30-án Sipos László párbajozott Herczeg Ferenccel és a párbajban halálos sebet kapott, a helyszínen elvérzett, Versecen temették el. Végtisztességéről Deák Alajos ottani adóhivatali tisztviselő, távoli rokon gondoskodott. Ő értesítette a szülőket is, ifj. Barabás Antal borosnyói postamester útján, aki testvére volt Sipos László édesanyjának, Barabás Máriának.  Barabás Mária élete végéig gyászruhát hordott, a párbaj idején 50 éves volt, 102 évet élt.
Herczeg Ferenc: „Emlékezései” c. könyvében részletesen leírta Sipos Lászlóval történt párbaj történetét. A könyv 1933-ban jelent meg, tehát 47 évvel a párbaj után, így nem biztos, hogy Herczeg Ferenc pontosan emlékezett az eseményekre, akkor, amikor már ünnepelt író volt. Eszes Máté ezredes, a Zrínyi könyvkiadó igazgatója 1997-ben nagysikerű könyvet írt Híres bajvívások, hírhedt párbajok címen. Ebben a Herczeg-Sipos párbajt is részletesen leírta: részlet a könyvből: „Mindjárt az első összecsapásnál Siposs jobb hóna alatt kapott, ahonnan valósággal ömlött a vér. A szerencsétlen ember megtántorodott, az orvosok és a segédek siettek a segítségére. A két orvos hiába követett el mindent, az elmetszett ütőeret nem tudták lekötni. Az erősen vérző fiatalember néhány perc után a karjaiban meghalt. Délután lett volna a második párbaj, de a barátját ért szerencsétlenség hatása alatt Fodor hadnagy visszalépett. Kijelentette, hogy lemond tiszti rangjáról, amit valóban meg is tett.” Gazda Árpád Párbajhistória c. írásában a következőket írta: „Halálos kimenetelű, Versecen zajlott kardpárbajról számoltak be 1886. augusztus elsején a pesti és vidéki lapok. Az újsághírekben jobbára iniciáléval jelölt Sipos László honvéd tiszthelyettes és Herzog Ferenc jogászhallgató négy nappal korábban a Magyar Nyelvterjesztő Liga mulatságán egy kisasszony miatt szólalkozott össze, s kölcsönös sértegetések vezettek a Sipos számára végzetes párbajhoz. A fiatal tiszthelyettest évtizedeken át gyászolta a háromszéki család. A győztes "párbajvétség" miatt három hónapig vezekelt a váci államfogházban. Unalmában írni kezdett, s Herczeg Ferenc néven a század első felének legünnepeltebb magyar írója lett. A párbajhistóriát eddig kizárólag az ő leírása alapján ismerte az irodalomtörténet. Egy családi levelesládából azonban nemrég olyan levelek kerültek elő, melyek a történetet a másik fél szemszögéből tálalják” Ld.: Gazda Árpád: Herzogból Herczeg. Párbajhistória. (Sipos László nagybátyjának, Barabás Antal magyar királyi postamesternek a levele Deák Alajoshoz. Nagyborosnyó, 1886. szeptember 2.)….Olosz Katalin (Sipos Ferenc és Barabás Mária dédunokája) kutatásai alapján a következő megállapítást lehetett tenni: „A levelek szerint Herczeget megbotránkoztató viselkedése miatt kiutasították a társaságból, Herczeg viszont úgy írja le, hogy ő maga látta jobbnak elmenni. …Gettmann Anna kisasszonyt Sipos bajtársa, Fodor Ferenc hadnagy kitáncoltatta a cselédek közé” A párbaj emiatt történt, nem is Sipos Lászlónak kellett volna párbajoznia. A Fővárosi Lapok 1888 novemberében megemlékezett az eseményről, teljesen elfogultan Herczeg Ferencet védve. „Ítélet párbajért. Nyáron múlt két éve nagy híre volt egy párbajnak, melyben Sipos László áldozatul esett… Sipos László jó vívó hírében állt, de ellene fordult a nemezis,…. Tegyük hozzá, hogy ebben az egész ügyben Herczog Ferenc volt a lovagias.” A Fővárosi Lapok (1886. augusztus 213. szám. 1552. o.) tárgyszerűen ismertette a párbaj történetét: „A verseci párbaj oka egy kisasszony báli szeszélye volt. Sipos honvédtiszt-helyettes fölkérte táncra, de a kisasszony azt felelte: »Nem táncolok, mert gyászom van«. De mikor Herczog, a volt polgármester fia kérte föl, akkor fölfüggesztette a gyászt és táncolt. Fodor hadnagy látta ezt s ő is táncra kérte. S ment vele. A hadnagy pedig kitáncoltatta az ajtón s künn hagyta. Ez megtorlás, de egyszersmind sértés is volt. Herczog vett érte elégtételt s a tiszthelyettest is, a hadnagyot is, kihívta. Ez a párbaj, mint tudva van, a fiatal Sipos életébe került, kit közrészvéttel temettek el. A másik párbaj elmaradt.” Sipos László gyászértesítő szövege: „A Verseczen állomásozó m. királyi honvédtisztikar mély fájdalommal jelenti felejthetetlen bajtársa Sipos László m. kir. honvéd hadapród-tiszthelyettesnek 1886. évi július hó 30-án délelőtt 8 órakor életének 26-ik évében hirtelen történt gyászos kimúltát. Versecz. Verseczen temették el az ágostai hitvallásúak sírkertjében.”